# 水谷桃
水谷 桃 (みずたに もも、1984年7月10日 - ) は、日本の元AV女優。

## 人物・来歴
長野県出身。
血液型:O型。
身長:153cm。スリーサイズ:B86(D-70)・W58・H84。
趣味:スノーボード。特技:パズル。
初体験は15歳 (中学3年生) で、経験人数は20人 (今までつきあった人:7人) 。
AVデビュー前はデパート店員だった。
2003年11月にセクシア (トライハートコーポレーション) からAVデビュー。
2005年に引退。

## 出演作品

### アダルトビデオ
- Pleasure 水谷桃 (2003年11月21日、セクシア)
- あなたに逢いたい 水谷桃 (2003年12月19日、セクシア)
- 女教師の秘蜜 水谷桃 (2004年2月20日、セクシア)
- コールガール痴女 水谷桃 (2004年3月19日、セクシア)
- デパガの桃ちゃん (2004年4月23日、VIP)
- 水谷桃の1日体験ソープ嬢 (2004年5月31日、VIP)
- 水谷桃 過激サービスソープ嬢 (2004年6月25日、VIP)
- 罪と罰 (2004年6月23日、VIP)
- 白衣の生贄VII (2004年7月23日、シネマジック)
- コスプレ姫 (2004年8月15日、宇宙企画 (メディアステーション))
- 裏デパガの桃ちゃん (2004年9月30日、VIP)
- 酷夢～ドリーム～ 水谷桃 (2004年10月24日、セクシア)
- 舐めまくり口淫唾液痴女2 (2005年4月8日、アイデアポケット)
- デジタルモザイクVol.070 (2005年4月15日、MOODYZ)
- ゴックンくらぶ5 (2005年5月13日、MOODYZ)
- 絶対征服4時間 水谷桃 (2005年5月13日、マルクス兄弟)
- 落姫伝説 凌辱奇談 (2005年6月7日、アタッカーズ)
- 会員制高級ソープ 二輪車限定 巨乳AV女優専門店 (2005年7月8日、GLAY'z)
- 中出しスペシャル 水谷桃 (2005年7月29日、桃太郎映像出版)
- 第3弾 バスガイド水谷桃とイク！引退記念 生中出し温泉ツアー 全10発 (2005年8月4日、ディープス)
- 痴女水谷桃 逆痴漢 (2005年8月5日、GLAY'z)
- カラフル 水谷桃 (2005年8月26日、桃太郎映像出版)
- ハッスル淫語 水谷桃 (2005年9月22日、桃太郎映像出版)
- 人気AV女優・水谷桃でヌケ！ 完全ズリネタアワー (2005年9月22日、パラダイステレビ)

### 写真集
- 妄想狂い（2004年7月、田村浩章撮影、ぶんか社）ISBN 9784821126194